# وینچنزو چینی
وینچنزو چینی (انگلیسی: Vincenzo Chianese؛ زادهٔ ۱۴ ژانویهٔ ۱۹۷۶) بازیکن فوتبال اهل ایتالیا است.
از باشگاه‌هایی که در آن بازی کرده‌است می‌توان به باشگاه فوتبال سالرنیتانا، باشگاه فوتبال فوجا، باشگاه فوتبال دلفینو پسکارا، باشگاه فوتبال آتالانتا، باشگاه فوتبال کومو، باشگاه فوتبال ویچنزا، و باشگاه فوتبال اتلتیکو آرتزو اشاره کرد.
وی همچنین در تیم ملی فوتبال زیر ۱۹ سال ایتالیا بازی کرده‌است.